# Lee Kern
Lee Kern ist ein britischer Drehbuchautor und Darsteller.

## Leben
Lee Kern startete seine Karriere als Drehbuchautor mit dem Fernsehfilm The Royal Wedding Crashers. Anschließend drehte er die Serie Celebrity Bedlam, eine Prank-Show auf Channel 4, bei der er absurde Stunts und Scherze mit Prominenten machte.
Er wurde dann Drehbuchautor für Bad Robots, eine weitere Prank-Show mit Versteckter Kamera, bis er 2018 bei Sacha Baron Cohens Serie Who Is America? einstieg. Für sein Drehbuch zu Borat Anschluss Moviefilm wurde er zusammen mit dem gesamten Writer-Team mit dem Writers Guild of America Award für das Beste Adaptierte Drehbuch ausgezeichnet. Das Team erhielt ebenso eine Nominierung für den Oscar bei der Verleihung 2021.

## Filmografie
- 2020: Borat Anschluss Moviefilm (Borat Subsequent Moviefilm: Delivery of Prodigious Bribe to American Regime for Make Benefit Once Glorious Nation of Kazakhstan )
- 2018: Who Is America? (Fernsehserie)
- 2014–2015: Bad Robots (Fernsehserie)
- 2012: Celebrity Bedlam (Fernsehserie)
- 2011: The Royal Wedding Crashers (Fernsehfilm)